# プリピャチ遊園地

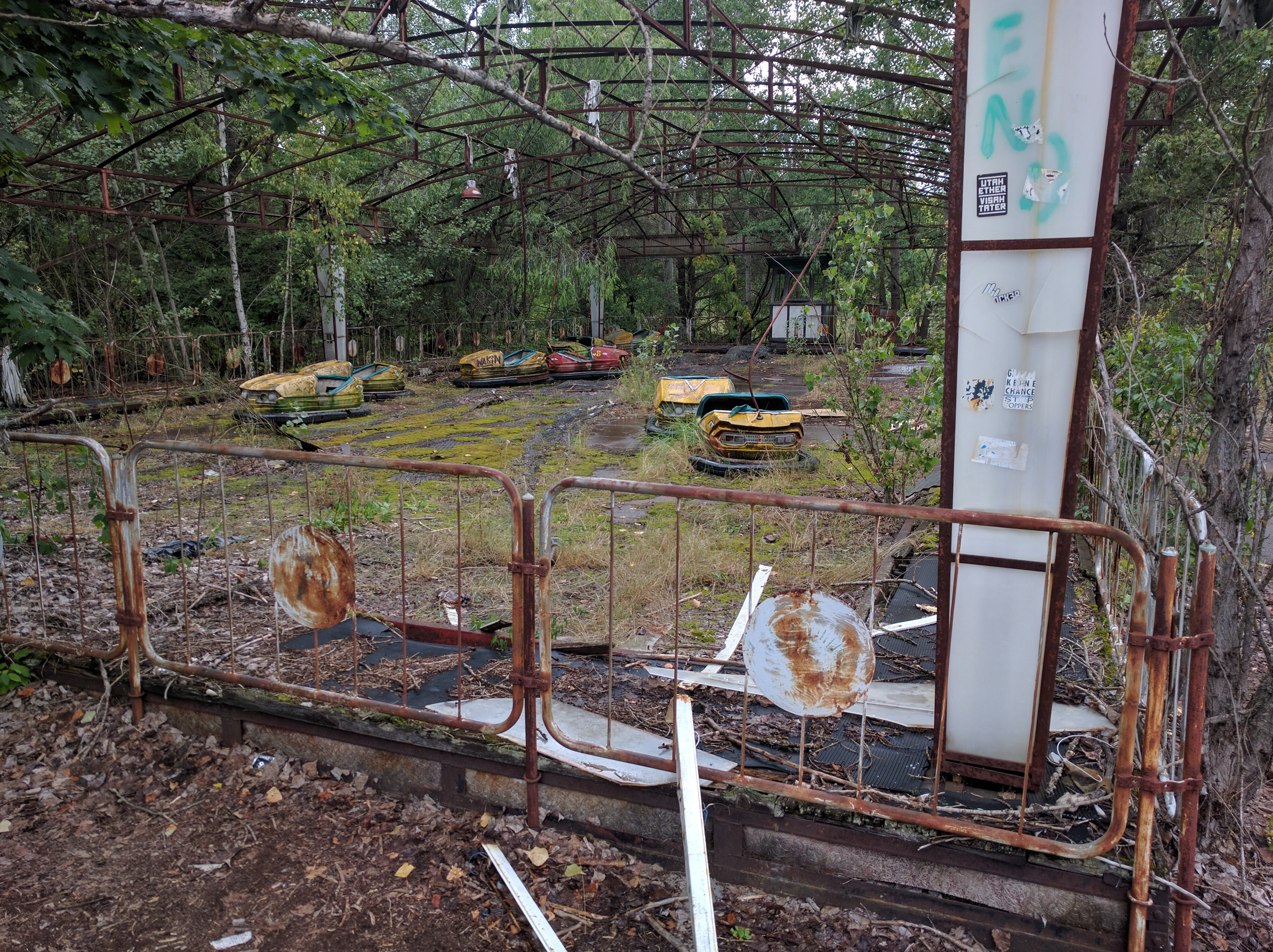
2016年のゴーカート場の状態

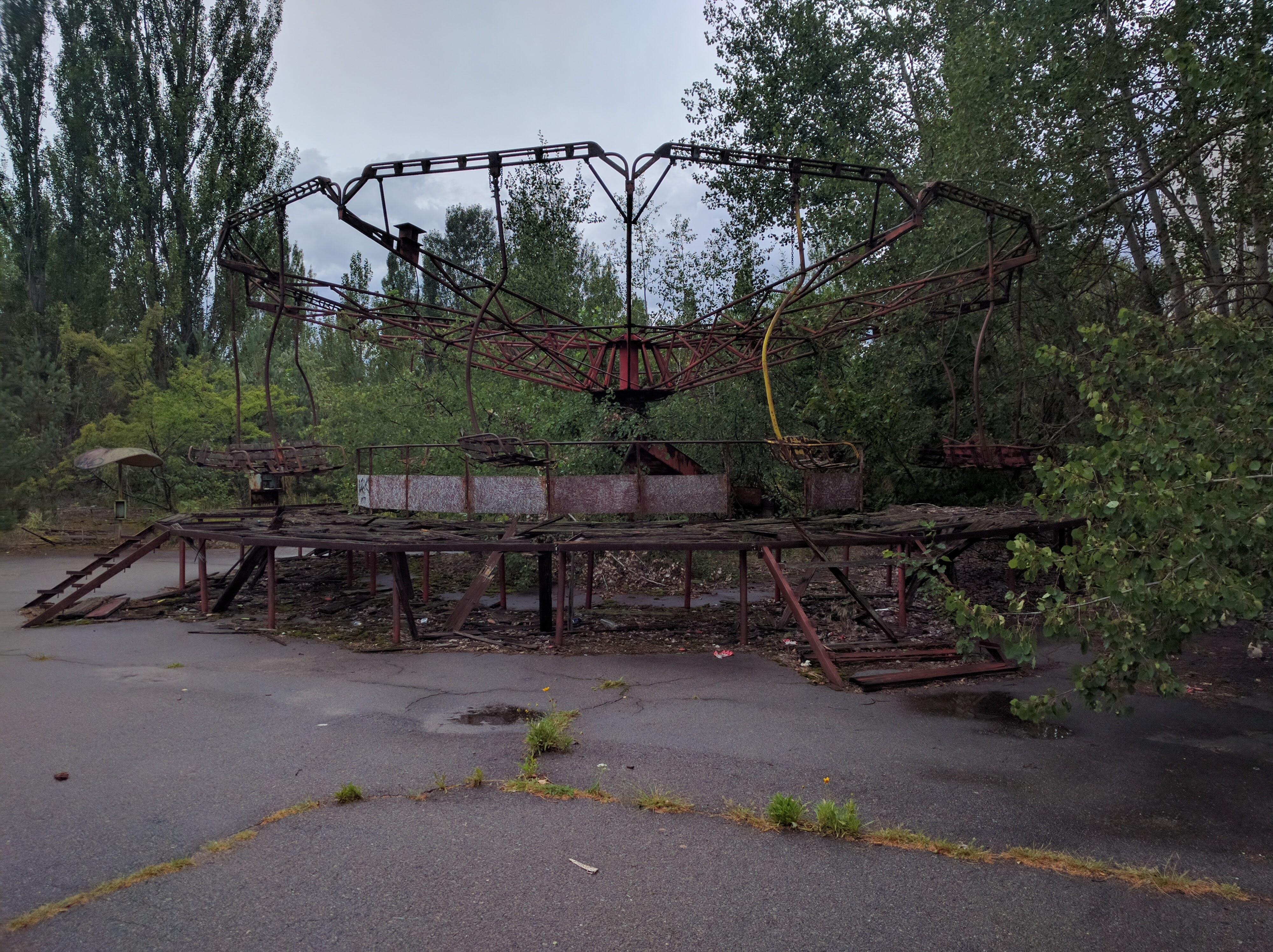
2016年のパラトルーパーの状態

プリピャチ遊園地（プリピャチゆうえんち、ロシア語: Городской парк Припяти、ウクライナ語: Парк розваг. Прип'ять）は、ウクライナのプリピャチに所在する遊園地の廃墟である。メーデーに合わせて1986年5月1日の開業が予定されていたが、同年4月26日に僅か数キロメートル先でチェルノブイリ原子力発電所事故が発生したことにより放棄された。
本遊園地、特にその観覧車はチェルノブイリ原発事故の象徴的存在となった。

## 遊具
本遊園地はソビエト連邦の他の大都市に典型的に設置されたのと同様に、文化と憩いの公園として建設された。遊具の製造元は、エイスクに本拠を有していたアトラクション社であった。同社は、旧ソ連の多くの遊園地の遊具の製造を担当していた。同社製品は旧ソ連圏各所で現存しているが、修理の程度は様々である。
本遊園地には5つの遊具が設置されている。
- 象徴的な高さ26メートルの観覧車（露: Круговой обзор）
- ゴーカート（露: Автодром）
- パラトルーパー（露: Ромашка）
- ボート型ブランコ（露: Русские качели、ロシア式ブランコ）
- 射的場[要出典]

同社の後継企業は、2017年現在においても、外観を大きく変えないまま観覧車、パラトルーパーおよびゴーカートの製造を続けている。

## 放射線
敷地内の放射線レベルは場所により異なる。放射性物質を運搬したヘリコプターが園内を発着場として使用したが、リクビダートルによる除染作業が奏功したため、コンクリートで固められた区域は比較的安全である。しかし、苔がむしている場所においては25,000 µSv/hに達する可能性があり、プリピャチ全市内でも最大レベルとなる。

## 大衆文化への登場
本遊園地は、ゲームのS.T.A.L.K.E.R. SHADOW OF CHERNOBYL、コール オブ デューティ4 モダン・ウォーフェアおよびChernobyliteならびに映画Chernobyl Diariesにおいて重要な役割を果たした。
Markiyan Kamyshが著したチェルノブイリへの違法滞在に関する小説『A Stroll to the Zone』においても重要な役割を果たした。
2017年には、ポーランド出身の観光客が1986年以来初めて観覧車を機械的に回転させたことが話題となった（後に元の位置に戻された）。

## 開園に関する仮説
1986年4月27日に市内からの避難が命じられるまで短期間営業していたとする文献も数点あり、実際に営業している写真を掲載しているウェブサイトも存在している。仮説としては、至近距離で発生した原発事故の災禍から市民の目を逸らすために急遽開業したという説を唱える者があり、アトラクションの一部が未完成（パラトルーパーには天蓋がないままで、観覧車の被覆も未完成であった）のまま営業しているビデオがその裏付けとなると主張されている。しかし、避難時にパニックは発生していなかったことから、市民の目を逸らす必要もなかったとも考えられる。